# Back to ××××
Back to××××は日本の音楽専門チャンネル、MUSIC ON! TV（通称 M-ON!）で放送されているビデオクリップ番組。

## 概要
- 毎週、その年にヒットした曲のミュージックビデオをオンエアする番組。

- 邦楽は主に1998年～2006年まで取り上げられており、1997年以前のものはあまりオンエアされていない。

その理由として、M-ON!の開局が1998年（開局当初のチャンネル名はViewsic）ためで1997年の楽曲に関してはライブラリーが少なく、放送しにくい状態であるが、親会社でもあるソニーミュージック系の楽曲に関しては前身番組（過去のヒット曲をオンエアーする番組）では、90年代年前半に関しても放送出来る状態であり、また98年以降に再結成や再リリースなどで、レコード会社等からのミュージックビデオの提供がある場合も同様にオンエアー出来る状態である。ただPVではなく、ライブ映像になる事もしばしある。
- 洋楽は主に1980年代～2006年まで取り上げられており、邦楽に比べて過去のミュージックビデオのオンエアが多い。

## 放送時間
共に初回放送。
- （邦楽）毎週日曜日　17:00～18:00
- （洋楽）毎週土曜日　25:00～26:00

※その日の放送が無い場合は別の時間帯で放送される。
| スタブアイコン | サブスタブ | この項目は、まだ閲覧者の調べものの参照としては役立たない、テレビ番組に関連した書きかけの項目です。この項目を加筆・訂正などしてくださる協力者を求めています（P:テレビ/PJ:放送または配信の番組）。 |